# Prelaz Khardung La
Prelaz Kardung (Khardung La, la pomeni prelaz v tibetanščina) je visokogorski cestni prelaz v Ladaku v Indiji. Ime lokalni prebivalci izgovarjajo kot  "Khardong La" ali "Khardzong La", ki je dobil ime po imenu bližnje vasi. 
Prelaz se nahaja v Ladaškem pogorju severno od Leha in je vhod v dolini Šjok in Nubra. Ledenik Siačen pa leži na koncu doline Nubra, kar je tudi glavni razlog, da je ta prelaz dala zgraditi indijska vojska leta 1976, da bi lahko po cesti oskrbovala vojaške posadke na robu ledenika Siačen.
Pravilna nadmorska višina prelaza Kardung je 5359 m. Ni pa pravilna višina kot jo razglašajo lokalni trgovci in drugi, ki so kraj označili kot najvišje ležeči prelaz za motorna vozila na svetu z višino 5602 m.
Prelaz Kardong je zgodovinsko pomemben, ker leži na glavni karavanski poti od Leha do  Kašgarja v Centralni Aziji. Okoli 10.000 konj in kamel je letno potovalo na tej poti. Nekaj baktrijskih kamel lahko še danes najdemo v vasi Hunder severno od prelaza. Prelaz Kardung se nahaja 39 km na cesti iz Leha.

## Dostop
Najbližji večji kraj je mestece Leh. Leh je s cesto povezan z mesti Manali in Šrinagar, ter dnevnimi leti z Delhijem. Iz Leha je dnevna avtobusna povezava z dolino Nubra, ki prečka Kardung. Na obeh straneh prelaza sta dve bazi ali postajališča North Pullu in South Pullu.
Za tuje obiskovalce je obvezna pridobitev t.i. notranjelinijskega dovoljenja (Inner Line Permit (ILP)), ki se lahko pridobi na okrajni policijski postaji v Lehu. Fotokopijo dovoljenja morajo oddati na vsaki kontrolni postaji na poti. Zaradi snega je cesta zaprta med oktobrom in majem.

## Galerija
- Prelaz Kardung pozimi
- Vas Kardung (desno), ki je dala ime prelazu
- Cestna označba, ki navaja nadmorsko višino 5602 m – čeprav je uradna višina le 5359 m.
- Prelaz Khardung La